# Бакі Ількин
Бакі Ілкін (тур. Baki İlkin; 3 жовтня 1943, Анкара) — турецький дипломат. Постійний представник Туреччини при Організації Об'єднаних Націй (2004—2009)

## Життєпис
Народився 3 жовтня 1943 року в Анкарі. Працював першим секретарем посольства Туреччини в СРСР (1974—1975); третій і перший секретар посольства Туреччини в Греції (1970—1974); і третій секретар Департаменту кіпрсько-грецьких справ Міністерства закордонних справ Туреччини (1969—1970).
Він також обіймав посади глави кабінету президента Туреччини (1983—1987); спеціальний радник міністра закордонних справ (1981—1983); радник посольства Туреччини у Великій Британії (1977—1981); і керівник кабінету міністра закордонних справ Туреччини, а також начальник відділу у справах Греції Департаменту політичних питань Туреччини (1975—1977).
Заступник міністра з двосторонніх політичних питань Міністерства закордонних справ Туреччини (2001—2004); посол Туреччини в США (1998—2001); посол Туреччини в Нідерландах (1996—1998); посол, генеральний директор, спеціальний радник міністра закордонних справ Туреччини (1993—1996); посол Туреччини в Данії (1990—1993); і посол Туреччини в Пакистані (1987—1990).